# Мозолівщина
Мозолівщина  (біл. вёска Мазалоўшчіна) — село в складі Мядельського району Мінської області, Білорусь. Село підпорядковане Старогабській сільській раді, розташоване в північній частині області.